# إسفغنون برييري
إسفغنون برييري (الاسم العلمي:Sphagnum perrieri) هو نوع من النباتات يتبع جنس الإسفغنون من الفصيلة الإسفغنونية.